# Parachutekoord

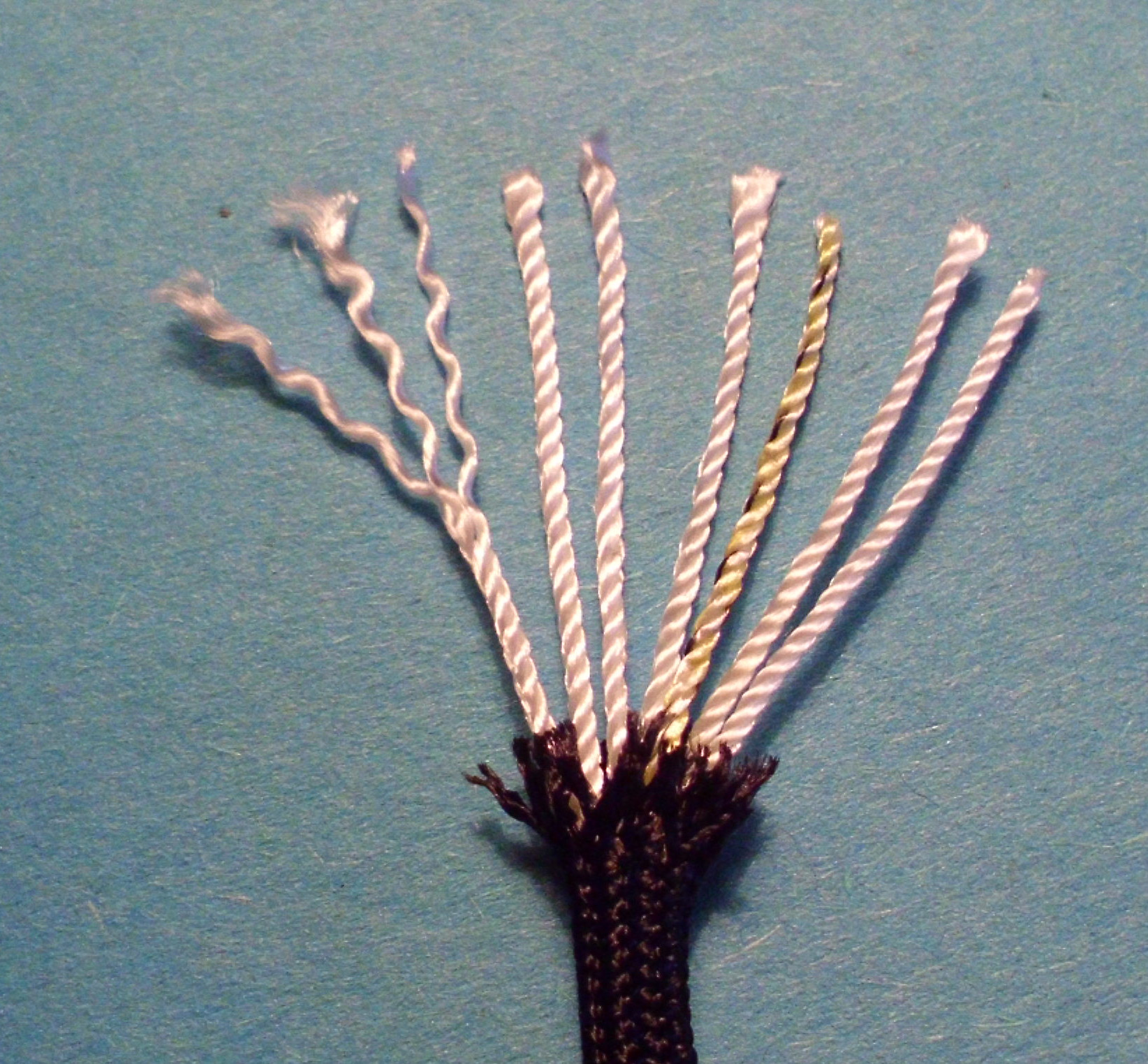
Origineel MIL-C-5040-parachutekoord met mantel en kerndraden

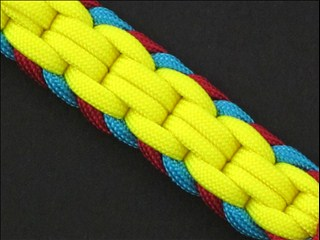
Geknoopt parachutekoord

Parachutekoord is een koord met een nylon mantel en nylon kerndraden. Het koord heeft zijn naam te danken aan de toepassing in zijn oorspronkelijke vorm: de dragende lijnen van parachutes van paratroepen in de Tweede Wereldoorlog. Het koord is van Amerikaanse origine. De specificaties werden vastgelegd in een zogenaamde technische specificatie (MIL-C-5040H) aan de hand waarvan de Amerikaanse defensie het koord inkocht. Inmiddels is het koord beschikbaar voor een breed publiek en komt het voor in vele kleuren en kwaliteiten, geïnspireerd door, maar niet altijd exact gelijk aan de klassieke militaire specificaties.

## Toepassingen
In de Tweede Wereldoorlog kon parachutekoord na de sprong worden hergebruikt voor een variëteit aan toepassingen. Vanwege de breeksterkte en slijtvastheid van nylon, leent het koord zich namelijk voor allerhande montages en reparaties. Militairen knoopten zelfs vriendschapsarmbanden voor elkaar.
Heden ten dage wordt het koord vooral geassocieerd met de outdoorbranche (survival). Deze branche, de sieradenbranche en de particuliere hobbyisten vertegenwoordigen het merendeel van de verbruikers van parachutekoord.
Outdoor gebruikt men parachutekoord vooral voor het creëren van een onderkomen, reparaties en diverse montages, terwijl de particuliere hobbyknopers en sieradenmakers zich vooral toeleggen op armbanden, riemen en halsbanden voor dieren. Een andere veel geziene toepassing is sierlijke wikkels voor handvatten of allerhande andere objecten.

## Ruimtetelescoop
Parachutekoord is gebruikt door astronauten om de ruimtetelescoop Hubble te repareren.